# Diaea gyoja
Diaea gyoja là một loài nhện trong họ Thomisidae.
Loài này thuộc chi Diaea. Diaea gyoja được Hirotsugu Ono miêu tả năm 1985.